# André Avison Tsitohery
 (mai 2024).
Avison André Tsitohery est un homme politique malgache. 
Il était membre de l'Assemblée nationale de Madagascar. Il a été élu membre du parti politique de Tiako I Madagasikara lors des élections de 2007 à Madagascar pour la législature nationale. Il représente la circonscription de Betioky Sud. Il était le chef de la région Atsimo-Andrefana avant 2006.